# Pires
Pires, właśc. José Sebastião Pires Neto (ur. 23 lutego 1956 w Sorocabie) – brazylijski piłkarz, występujący podczas kariery na pozycji defensywnego pomocnika.

## Kariera klubowa
Karierę piłkarską Pires rozpoczął w klubie São Bento Sorocaba w połowie lat 70. Przełomem w jego karierze był transfer do SE Palmeiras. W lidze brazylijskiej zadebiutował 4 września 1976 w wygranym 1-0 meczu z Desportivą Cariacica.
Z Palmeiras zdobył mistrzostwo stanu São Paulo – Campeonato Paulista w 1976. Łącznie w barwach Palmeiras rozegrał 295 spotkań, w których strzelił 8 bramek.Kolejnym klubem Piresa była America Rio de Janeiro, w której występował w latach 1981–1983. W latach 1984–1985 występował w innym klubie z Rio - CR Vasco da Gama. W barwach Vasco 25 maja 1984 w zremisowanym 0-0 finałowym meczu sezonu 1984 z Fluminense FC Pires wystąpił po raz ostatni w lidze brazylijskiej. Ogółem w latach 1976–1984 wystąpił w lidze w 135 meczach, w których strzelił bramkę.
W latach 1985–1986 był zawodnikiem EC Bahia, z którą zdobył mistrzostwo stanu Bahia – Campeonato Baiano w 1986. W latach 1986–1990 Pires występował w Portugalii w SC Farense, Portimonense i Gil Vicente. Karierę zakończył w 1994 w koreańskim Ulsan Horang-i.

## Kariera reprezentacyjna
W reprezentacji Brazylii Pires zadebiutował 10 czerwca 1984 w przegranym 0-2 towarzyskim meczu z reprezentacją Anglii. Drugi i ostatni raz w reprezentacji Pires wystąpił 17 czerwca 1984 w zremisowanym 0-0 towarzyskim meczu z reprezentacją Argentyny.
| Mecze i gole w reprezentacji | Mecze i gole w reprezentacji | Mecze i gole w reprezentacji | Mecze i gole w reprezentacji | Mecze i gole w reprezentacji | Mecze i gole w reprezentacji | Mecze i gole w reprezentacji |
| #                            | Data                         | Miasto                       | Przeciwnik                   | Gol                          | Wynik                        | Rozgrywki                    |
| ---------------------------- | ---------------------------- | ---------------------------- | ---------------------------- | ---------------------------- | ---------------------------- | ---------------------------- |
| 1.                           | 10.06.1984                   | Rio de Janeiro               | Anglia                       |                              | 0:2                          | towarzyski                   |
| 2.                           | 17.06.1984                   | São Paulo                    | Argentyna                    |                              | 0:0                          | towarzyski                   |